# (6067) 1990 QR11
1990 كيو أر 11 (ويعرف أيضًا باسم (6067) 1990 كيو أر 11 وفق تسمية الكوكب الصغير) (بالإنجليزية: 1990 QR11)‏ هو كويكب ضمن حزام الكويكبات؛ وترتيبه 6067 من حيث الاكتشاف.
اكتُشف هذا الجُرم الفلكي بواسطة Zdeňka Vávrová ‏ في 28 أغسطس 1990.

## وصلات خارجية
- (6067) 1990 QR11 في قاعدة بيانات مختبر الدفع النفاث لأجرام النظام الشمسي الصغيرة

- الاكتشاف · مخطط المدار ·  العناصر المدارية · المعلمات المادية

- (6067) 1990 QR11 على موقع ويكي سكاي: DSS2, SDSS, GALEX, IRAS, Hydrogen α, X-Ray, Astrophoto, Sky Map, Articles and images